# Hispavisión
Hispavisión es el nombre del proyecto propuesto por RTVE para la celebración de un festival de la canción con la participación de candidatos de países de Iberoamérica, similar a Eurovisión y al extinto Festival OTI de la Canción.

## Historia
El 16 de febrero de 2022, el presidente de Radiotelevisión Española (RTVE), José Manuel Pérez Tornero, anunció en el I Foro Iberoamericano de Servicio Público Audiovisual, que la televisora estatal estaría impulsando la celebración del festival de la canción «Hispavisión» en el que participarían los países iberoamericanos de habla hispana, además de países invitados como Brasil y Portugal. La corporación aseguró que en ese momento ya se estaría formando un grupo de trabajo, que se contaría con la colaboración de la Asociación de Televisiones Educativas y Culturales Iberoamericanas (ATEI), y que Cartagena de Indias sería la primera sede en 2023.
Debido a las similitudes con el Festival OTI de la Canción, el cual se celebró desde 1972 hasta el año 2000 y que contaba con la participación de candidatos de los distintos países que formaban parte de la Organización de Televisión Iberoamericana (hoy Organización de Telecomunicaciones de Iberoamérica), los medios que cubrieron la noticia en su momento lo consideraron como la «resurrección» del festival.
Por su parte, a pocas semanas de haber concluido el programa de televisión estadounidense, American Song Contest, la Unión Europea de Radiodifusión (UER o EBU por sus siglas en inglés), anunció que uno de los siguientes pasos para llevar el festival Eurovision como franquicia fuera de Europa, sería Latinoamérica. El 12 de julio de 2022, Martin Österdahl, supervisor ejecutivo del festival, anunció la celebración de Eurovision Song Contest Latin America, una vez más con la colaboración de la productora Voxovation, responsables del mencionado American Song Contest y Eurovision Song Contest Canada, a celebrarse en 2023.
A raíz del anuncio de la UER, se puso en duda la celebración de Hispavisión. El 14 de julio de 2022, se celebró una reunión entre RTVE, la UER y Voxovation en la sede de la corporación radiodifusora en Madrid. De acuerdo con RTVE, las partes involucradas se comprometieron a analizar la posibilidad de trabajar en conjunto en los próximos meses.
Meses más tarde, durante la entrega de premios del XIV Festival de Televisión de Vitoria-Gasteiz (FesTVal) en septiembre de 2022, María Eizaguirre, directora de comunicación y participación de RTVE, sobre el desarrollo del festival propuesto, únicamente respondió que habría anuncios en breve y que seguían trabajando en la realización del festival.